# Silvia Infantas
Silvia Infantas, all'anagrafe Sylvia Elvira Infantas Soto (Santiago, 14 giugno 1923 – Santiago, 19 giugno 2024), è stata una cantante e attrice cilena.

## Biografia
Fu una figura centrale nella musica popolare cilena dal 1942 al 1970. Iniziò la sua carriera di cantante esibendosi in varie stazioni radio. Fu proclamata "migliore cantante melodica" del 1943 dalla rivista Radiomanía. Nel 1955 mise in musica alcuni testi poetici di Pablo Neruda con l'aiuto del compositore Vicente Bianchi. Ebbe successo con le sue esibizioni di musica popolare cilena alla guida dei gruppi Silvia Infantas y los Baqueanos (1953-1959) e Silvia Infantas y los Cóndores (1960–1969), col quale nel 1962 partecipò alla terza edizione del Festival Internazionale della Canzone di Viña del Mar presentando il brano El loro aguafiestas, che vinse la manifestazione. Cantò in vari tour che la videro esibirsi in Argentina, Uruguay, Perù, Ecuador, Colombia, Venezuela, Germania Ovest e Panama. 
Come attrice fu attiva inizialmente in teatro, per poi approdare al cinema.
Silvia Infantas morì a Santiago del Cile il 19 giugno 2024 all'età di 101 anni.